# Криволукський
Криволу́кський (рос. Криволукский) — селище у складі Заводоуковського міського округу Тюменської області, Росія.
Населення — 2 особи (2010, 8 у 2002).
Національний склад станом на 2002 рік:
- росіяни — 87 %